# Eubrachyura
Eubrachyura je grupa desetonožnih rakova (rangiranih kao „odeljak“). Podeljena je na dva pododeljka, na osnovu položaja genitalnih otvora kod dva pola. Kod Heterotremata otvori su na nogama kod mužjaka, a na grudnoj kosti kod ženki, dok su kod Thoracotremata otvori na grudnoj kosti kod oba pola. Ovo je u suprotnosti sa situacijom kod drugih dekapoda, kod kojih su genitalni otvori uvek na nogama. Heterotremata je veća od ove dve grupe, i sadrži nadfamilije Xanthoidea i Pilumnoidea bogate vrstama i sve slatkovodne rakove (Gecarcinucoidea, Potamoidea). Eubrachyura je dobro poznata po tome što aktivno i stalno gradi sopstvene jazbine. Fosilni zapis Eubrachyura seže do krede; pretpostavljeni batonski (srednjejurski) predstavnik grupe, Hebertides jurassica, ultimatno se ispostavilo da je bio kenozojski po starosti.
Ovo je kladogram koji prikazuje položaj Eubrachyura unutar Brachyura, kao i dve podgrupe Heterotremata i Thoracotremata:

|  | Raninoida       |
|  |                 |
|  | Cyclodorippoida |
|  |                 |

|  | Heterotremata  |
|  |                |
|  | Thoracotremata |
|  |                |

|  | Raninoida       |
|  |                 |
|  | Cyclodorippoida |
|  |                 |

|  | Heterotremata  |
|  |                |
|  | Thoracotremata |
|  |                |

|  | Raninoida       |
|  |                 |
|  | Cyclodorippoida |
|  |                 |

|  | Heterotremata  |
|  |                |
|  | Thoracotremata |
|  |                |

|  | Raninoida       |
|  |                 |
|  | Cyclodorippoida |
|  |                 |

|  | Heterotremata  |
|  |                |
|  | Thoracotremata |
|  |                |